# Rubus chamaemorus
Морошка (Rubus chamaemorus) је вишегодишња листопадна ризомаста врста рода Rubus, из породице Rosaceae. Расте у подручјима са хладном климом, у зони тундре и прелазне тајге. Зрели плодови су збир коштуница боје ћилибара, јестиви су и доста слични малинама и купинама. Позната је и као арктичка малина.
За разлику од већине врста из рода Rubus морошка је дводома биљка, што значи да има једнополне цветове, с тим да се мушки налазе на једној, а женски на другој биљци. Име потиче од грчке речи χαμαί („на тлу”) и латинског morus („дудиња”).

## Опис врсте
Морошка је вишегодишња зељаста или полужбунаста биљка са ризомастим кореном. Расте у висину до 30 центиметара. Стабла су танка, не гранају се и имају 5 до 7 листова, а на врху се налази по један бели цвет из ког се касније развија плод. Листови су округли и наборани, углавном са по пет режњева, назубљени по крајевима. Биљке су дводоме, а мушки цветови су нешто крупнији. Цвета у јуну и јулу, а плод сазрева за неких 40−45 дана. Плод је по физиономији сличан дудињи, и пречника је до 1,5 цм. Има карактеристичан мирис и слаткаст укус. Зелене бобице имају жућкасто-црвенкасту боју, док су зрели плодови наранџасти и готово провидни. Корен се вади у касну јесен.
Размножава се или путем ризома, или путем семена.

## Станиште
Морошке расту у северним пределима са оштром и хладном климом, где расте углавном на јако влажном тлу (тресаве, мочварне шуме, шумотундра и у северним листопадним шумама). Расте на подручјима између 78° и 55° северне географске ширине, а јужније углавном на вишим планинама. Подноси температуре и до −40°C, а јако је осетљива на заслањена и сува тла. Њено станиште простире се по целој Скандинавији, северној Русији и источној балтичкој обали, на северу Азије, те на северу Канаде, на Аљасци и америчким државама Минесоти, Њу Хемпширу и Мејну.

## Хемијски састав плодова
Зрели плодови садрже шећер (6%), протеине (0,8%), целулозу (3,8%), органске киселине: јабучна и лимунска киселина (0,8%); витамин Ц (30-200 мг), Б (0,02 мг), Б3 (0,15%) и витамин А; минерали: много калијума, фосфора, гвожђа, кобалта, антоцијана, танина и пектина. Зрели плодови садрже више витамина Ц него иста количина поморанџи.

## Занимљивости
Морошка се налази на наличју финске кованице од 2 евра.
- Зрели плодови
- Лист у јесен
- Цвет
- Џем од морошке